# Ladislav Čapek (stavitel)
Ladislav Čapek (11. dubna 1876 Veselá – 9. dubna 1954 Praha) byl český architekt, člen zakladatelské generace Církve československé husitské, člen pražské diecézní rady a činovník Ústředí sociální práce Církve československé husitské.

## Život
Významně se zapsal do dějin i současnosti Církve československé husitské vytvářením rozsáhlého zázemí pro její praktickou činnost nejprve v náboženské obci na pražském Vyšehradě a později v Dejvicích, jako člen zakladatelské generace Církve československé husitské, člen pražské diecézní rady a činovník Ústředí sociální práce CČSH.
Kromě jeho zapojení v práci pro potřebné a sociálně slabší spoluobčany se výrazně zapsal do podoby a charakteru sakrální architektury, přičemž řada jeho projektů dodnes slouží provozu liturgickému i pastoračnímu (jako sbory v obcích Křemže, Netvořice, Trhové Sviny, Roztoky u Prahy).
Svými návrhy a radami se zasloužil o stavbu řady sborů, některé přímo projektoval a stal se dokonce jejich mecenášem (Husův sbor v Křemži a Husův sbor v Roztokách u Prahy). Inicioval založení stavebního odboru při ústředí církve. Je autorem Směrnic pro stavbu sborů a far CČS z roku 1928. V letech 1928–1945 byl členem pražské diecézní rady, kde vedl stavební referát. V roce 1943 byl zvolen jejím místopředsedou. Stál u zrodu a byl dlouholetým jednatelem Ústředí sociální práce CČS, a na toto Ústředí sociální práce Církve československé husitské dnes navazuje "Husitská diakonie". Ladislav Čapek patřil k spoluzakladatelům Pohřebního ústavu CČS.
Podle jeho návrhů byly postaveny oba obytné domy sousedící s ústředím církve a Bohosloveckou kolejí v Praze-Dejvicích. Realizace se ujal Čapkův švagr Alois Zima. Objekt dodnes slouží svému záměru.
V komplexu budov je v nádvoří včleněn chrámový prostor sloužící věřícím Československé husitské církve Husůva sboru v Dejvicích